# 屋慶名エイサー
屋慶名エイサー（やけなエイサー）は、沖縄県うるま市与那城屋慶名集落に伝わるエイサー。沖縄本島うるま市与那城の屋慶名青年会による伝統エイサーで、沖縄本島でも屋慶名地区の属する与勝（勝連）半島のエイサーはあがり方（東方）エイサーとも呼ばれる。1890年（明治24年）に結成された。

## 歴史
屋慶名エイサーの起源は、1890年（明治24年）旧暦7月とされている。集落の7名の有志によって開始された。
それまで屋慶名集落にはエイサーがなく、旧盆になると他の地域からエイサーや念仏踊りを呼び、各家をくまなく巡った。その謝礼として金品や酒などを受領していた。そこで屋慶名集落の住民は、「他シマにあげるより、シマの青年達にあげよう」と青年達がエイサーをすることを期待した。そして立ち上がったのが有志７名の青年である。その３年後、参加人数も多くなり、集落を東西に分けて踊られるようになり、昭和10年には勝連村浜比嘉島の比嘉エイサーの型を東の部落がとりいれた。一方、西の部落はこれまでの伝統の型で踊られる。このような状態が昭和12年まで続き、日中戦争や太平洋戦争の時期に中断する。戦後の昭和24年には復活し、これまで東西別々の踊りをしていたが、昭和39年に統合された。パーランクーの型は東の比嘉エイサーの型を取り入れ、手踊りは西の伝統的な型を取り入れた。屋慶名青年会は、当時のコザ市（現在の沖縄市）で開催された「沖縄全島エイサーコンクール」にも第１回から出場し、昭和31年の第１回では屋慶名東青年会が特別賞を受賞し、第４回では優勝を果たした。
1991年には生誕100年祭が行われた。

## 特徴
屋慶名エイサーは、旗頭、酒カタミヤー、大太鼓、パーランクー、ジーヌー（手踊り）、チョンダラー（京太郎）、地方で構成されている。太鼓隊の衣装は、錦紗の頭巾に陣羽織、打掛けなどを着用し、派手な格好をしている。「近代エイサーの雄」といわれている。
演舞構成はまず、与勝地域のエイサーによくみられる酒カタミヤーによる演舞。「センスル節」から始まる。
入場では、旗頭・酒カタミヤーを先頭にエイサー隊、ジーヌー、チョンダラーの順番で入場する。演目の中盤にあるチョンダラーによる「馬山川」は、屋慶名エイサー独特でチョンダラーが踊りながらお客さんと絡むような演目である。
太鼓隊は、２人の大太鼓が先導し、大太鼓ならではの力強さ、表情を全く変えない堂々とした演舞にひかれます。その後ろに付き踊るのがパーランクー。一糸乱れぬ隊形と腰をおとし膝を大きく横に上げる独特な踊り、小さなパーランクーだからこそできる華麗なバチさばき。決して打ち鳴らすだけの勇ましい踊りでなく、大きく優雅にエイサーの掛け声とともに踊られる。
続いてジーヌ－（手踊り）について説明する。屋慶名エイサーのジーヌーの踊りの中で「ゼイ（スーダン）」という赤いバチの先端に黄色の布がついた道具を使用する。
全体の特徴として、入場後の隊形移動。演舞の中での交差。大太鼓中心のエイサーとはまた違う迫力があると言われている。

## 演目
- センスル節（東西南北）･･･酒カタミヤー２人でも演舞
- 七月エイサー･･･全体の入場
- ソンバレー
- 与勝海上巡り
- 砂辺の浜
- 島唄
- 馬山川･･･チョンダラー（京太郎）の演舞で、お客さんとの絡みが魅力
- 月夜の恋
- 花笠節
- 十六日･･･酒カタミヤー２人でも演舞
- 平和の願い
- 守礼の島
- 二合口･･･退場の演目